# Włosóweczkowate
Włosóweczkowate (Vibrisseaceae Korf) – rodzina grzybów z rzędu tocznikowców (Helotiales).

## Charakterystyka
Owocniki typu apotecjum, siedzące lub wyrastające na stożkowym lub kubkowatym trzonku. Parafizy lekko nabrzmiałe na wierzchołkach, czasem rozgałęzione i nitkowate. Worki są 8-zarodnikowe, cylindryczno-maczugowate, długie, czasem amyloidalne, powstające z pastorałek. Askospory nitkowate, z 3-4 przegrodami i częściowo podzielone. Anamorfy typu hyphomycetes tworzące sporodochia. Konidiofory proste, cylindryczne, szkliste, czasem rozgałęzione. Komórki konidotwórcze typu fialida, holoblastyczne lub politretyczne. Konidia elipsoidalne lub nieregularne w kształcie i jednokomórkowe lub podzielone przegrodami w liczbie do 7.
Vibrisseaceae tworzą klad monofiletyczny zbliżony do rodziny Mollisiaceae. Bliski związek wykazują rodzaje  Acephala, Cheirospora, Diplococcium, Gorgoniceps i Strossmayeriato. Usunięto z rodziny Vibrisseaceae rodzaj Chlorovibrisse, który jest z nią filogenetycznie niezwiązany.

## Systematyka
Pozycja w klasyfikacji według Index Fungorum
Helotiales, Leotiomycetidae, Leotiomycetes, Pezizomycotina, Ascomycota, Fungi.
Rodzaje
Według aktualizowanej klasyfikacji Index Fungorum bazującej na Dictionary of the Fungi do rodziny tej należą rodzaje:
- Acephala Grünig & T.N. Sieber 2005
- Leucovibrissea (A. Sánchez) Korf 1990
- Srinivasanomyces S. Rana & S.K. Singh 2020
- Vibrissea Fr. 1822 – włosóweczka[2]

Nazwy naukowe na podstawie Index Fungorum. Nazwy polskie według M.A. Chmiel.